# 261108 Obanhelian
261108 Obanhelian è un asteroide della fascia principale. Scoperto nel 2005, presenta un'orbita caratterizzata da un semiasse maggiore pari a 3,1215104 au e da un'eccentricità di 0,1000545, inclinata di 6,25849° rispetto all'eclittica.